# Confederación General de los Trabajadores Portugueses
La Confederación General de los Trabajadores Portugueses – Intersindical Nacional (CGTP-IN) (Confederação Geral dos Trabalhadores Portugueses - Intersindical Nacional en portugués) es la principal central sindical de Portugal, fundada el 1 de octubre de 1970 en Lisboa.
La CGTP es miembro de la Confederación Europea de Sindicatos. Nació con el objetivo de integrar a todo el movimiento sindical en una central única y siempre ha estado muy influida por el Partido Comunista Portugués. Sus principales dirigentes y su actual secretario general son militantes de ese partido político. Cuenta actualmente con unos 800.000 afiliados.

## Historia

### De la fundación al Congreso de Todos los Sindicatos
El 1 de octubre de 1970 es la fecha oficial de la fundación de la CGTP-IN. Las direcciones del Sindicato Nacional de los Cajeros del Distrito de Lisboa, del Sindicato Nacional de Personal de la Industria del Distrito de Lisboa, del Sindicato Nacional de los Técnicos y Obreros Metalúrgicos del Distrito de Lisboa y del Sindicato de Empleados Bancarios del Distrito de Lisboa invitan el 29 de septiembre a otras direcciones sindicales para “comparecer en una sesión de trabajo para el estudio de algunos aspectos de la vida sindical cuya discusión les parece de una mayor oportunidad”. El orden del día propuesto para la primera reunión intersindical refleja una concepción del sindicalismo que no separa la resolución de los problemas de los trabajadores de la lucha por los derechos y libertades democráticas fundamentales, suprimidos bajo la entonces vigente dictadura fundada por Oliveira Salazar. Entre las cuestiones “de una mayor oportunidad” que fueron propuestas para estudio, constaron el decreto-ley n.º 49 212 (convenios colectivos), el horario de trabajo, la censura y la libertad de reunión. En el día 11 del mismo mes, se realizó en Lisboa la primera Reunión Intersindical con la presencia de 13 direcciones sindicales. Se iniciaba así el movimiento de las reuniones intersindicales. El 21 de marzo de 1971 se aprueba el Programa Básico de la Intersindical, documento en el que se reivindica la libertad sindical, el derecho a la negociación colectiva y el derecho a huelga.
El 25 de abril de 1974, el Movimiento de las Fuerzas Armadas derrumba a la dictadura fascista y da comienzo la Revolución de los Claveles. Desde primera hora, la Intersindical manifiesta su apoyo y encabeza el proceso de democratización y conquistas sociales, a través de la destitución de las direcciones corporativas de los “sindicatos nacionales” del régimen dictatorial y la elección de nuevas direcciones por los trabajadores. El aparato corporativo acabó por ser desmantelado en pocos días. El 1 de mayo se festeja el Día Internacional de los Trabajadores en libertad, organizado por la Intersindical, la cual constituyó la mayor manifestación de masas realizada en la historia de Portugal y fue la expresión inequívoca del poder de movilización que había ganado y de la adhesión de la clase trabajadora al proceso revolucionario iniciado el 25 de abril. El 27 de mayo es instituido por primera vez en el país un salario mínimo nacional, en 3.300 escudos, que beneficiaría a más del 50% de los trabajadores portugueses. El derecho de huelga y de libertad sindical son ya ejercidos en la práctica.

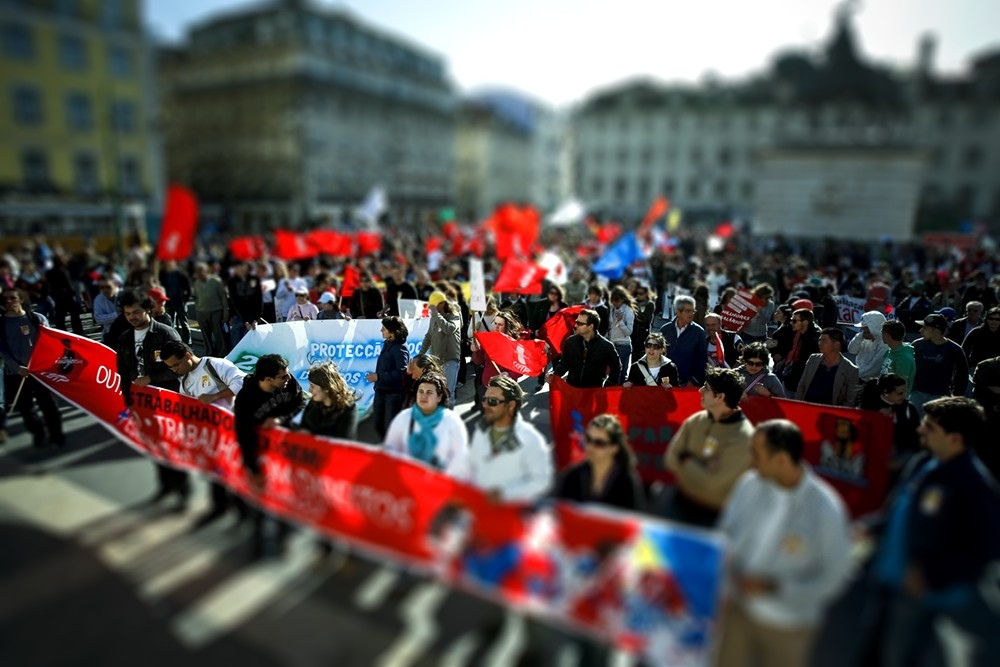
Manifestantes de la CGTP-IN

El 11 de marzo de 1975 la Intersindical apoya las medidas tomadas por el Consejo de la Revolución: la nacionalización de la banca y de los seguros; y posteriormente de varios sectores industriales estratégicos, así como la reforma agraria. El 30 de abril, tras grandes manifestaciones, es publicada la ley que consagra la unidad sindical propugnada por la Intersindical y las libertades sindicales. El 25-27 de junio se celebra el 1º Congreso de la Intersindical con la participación de 159 sindicatos, aprobándose sus primeros estatutos y el programa de acción. Se consolida con la vocación de formar la central sindical única del movimiento obrero portugués.

### Congreso de Todos los Sindicatos
En 1977, el 27-30 de enero se celebra en Lisboa el Congreso de Todos los Sindicatos, al que asisten 1.147 delegados, en representación de 272 sindicatos, 13 federaciones y 17 uniones. “A pesar de la alteración de la correlación de fuerzas por los acontecimientos del 25 de noviembre” –afirman las conclusiones del Congreso- “la Constitución ha venido a institucionalizar el Estado democrático en transición hacia el socialismo”. El II Congreso fue el gran congreso de la unidad y la consolidación de la CGTP-IN como la gran central unitaria de los trabajadores portugueses. Sin embargo, los sectores más próximos al Partido Socialista y al Partido Social Demócrata se escindirán en 1978 ante la influencia comunista, fundando la segunda central sindical portuguesa, la Unión General de Trabajadores (UGT).

## Estructura
La CGTP-IN está constituida por las asociaciones sindicales a ella afiliadas que ejercen su actividad en el territorio nacional de Portugal. Las asociaciones sindicales que la constituyen son los sindicatos, las federaciones y las uniones.

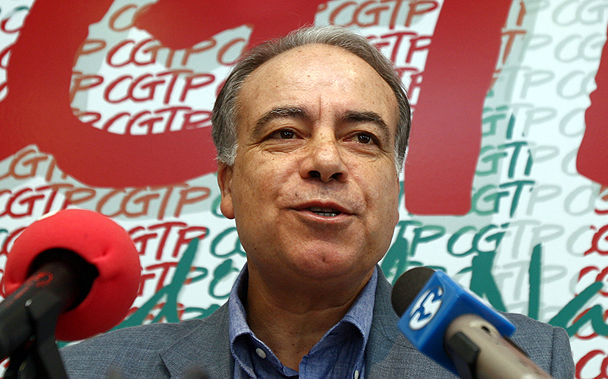
Manuel Carvalho da Silva, actual secretario general de la CGTP-IN.

### Dirección
Los órganos de la CGTP son:
- El Congreso.
- El Plenario de Sindicatos.
- El Consejo Nacional: constituido por 147 miembros, electos cada cuatro años por el Congreso. Le compete dirigir y coordinar la actividad de la CGTP entre congresos, elegir y destituir al secretario general así como elegir y destituir a la Comisión Ejecutiva o al Secretariado.
- Comisión Ejecutiva del CN.
- Secretariado del CN.
- Consejo Fiscalizador (órgano independiente de control de las finanzas y las garantías estatutarias).

La CGTP-IN se define a sí misma como “organización sindical de clase, unitaria, democrática, independiente y de masas, tiene sus raíces y asienta sus principios en las gloriosas tradiciones de organización y de lucha de la clase obrera y de los trabajadores portugueses.”

### Organizaciones específicas
En el ámbito de la CGTP-IN existen, dotadas de órganos específicos propios, las siguientes organizaciones:
- Interjovem – Organización de jóvenes trabajadores, constituida por cuadros sindicales jóvenes.
- Inter-reformados – Organización de jubilados y pensionistas, constituida por cuadros sindicales jubilados.
- Comisión para la Igualdad entre Mujeres y Hombres – organización para la promoción de la igualdad de oportunidades entre mujeres y hombres, constituida por cuadros sindicales en representación de las asociaciones sindicales de sector y de región y por miembros del Consejo Nacional.

### Federaciones
- Federación de los Sindicatos de Alimentación, Bebidas, Hostelería y Turismo de Portugal – FESAHT.
- Federación Portuguesa de los Sindicatos de Construcción, Cerámica y Vidrio – FEVICCOM.
- Federación Portuguesa de los Sindicatos de Comercio, Oficinas y Servicios – FEPCES.
- Federación de los Sindicatos de Trabajadores de las Industrias Eléctricas de Portugal – FSTIEP.
- Federación Nacional de los Sindicatos de la Función Pública – FNSFP.
- Federación de los Sindicatos del Mar – FSM.
- Federación Nacional de los Médicos – FENAM.
- Federación Intersindical de Metalurgia, Metalmecánica, Minas, Química, Farmacéutica, Petróleo y Gas – FEQUIMETAL.
- Federación de los Sindicatos del Sector de la Pesca – FSSP.
- Federación Nacional de los Profesores – FENPROF.
- Federación de los Sindicatos de los Trabajadores de Textil, Calzado y Piel de Portugal – FESETE.
- Federación de los Sindicatos de Transportes – FESTRU.